# Rue de Solférino (Toulouse)
Pour les articles homonymes, voir Rue de Solférino.
La rue de Solférino (en occitan : carrièra de Solferino) est une voie de Toulouse, chef-lieu de la région Occitanie, dans le Midi de la France.

## Situation et accès

### Description
La rue de Solférino est une voie publique. Elle se trouve dans le quartier de Guilheméry.
La chaussée compte une seule voie de circulation automobile en sens unique. Elle appartient à une zone 30 et la vitesse y est limitée à 30 km/h. Il n'existe pas de bande, ni de piste cyclable, quoiqu'elle soit à double-sens cyclable.

### Voies rencontrées
Le rue de Solférino rencontre les voies suivantes, du sud au nord (« g » indique que la rue se situe à gauche, « d » à droite) :
1. Rue de la Providence (g)
2. Rue Eugène-Lozes (d)
3. Avenue de la Gloire

## Odonymie
En 1863, la rue est nommée en commémoration de la bataille de Solférino, livrée le 24 juin 1859 par les forces françaises de Napoléon III et sardes de Victor-Emmanuel II contre les Autrichiens. Cette victoire fut une étape décisive dans la guerre d'Italie et permit la réunion de la Lombardie au royaume de Sardaigne, étape décisive du Risorgimento et de l'unification de l'Italie.
Par ailleurs, une rue voisine – la rue Eugène-Lozes – fut désignée entre 1875 et 1945 comme la petite-rue de Solférino. De même, la rue Jean-Louis-Lagrenée fut nommée, entre 1890 et 1922, cul-de-sac ou impasse de Solférino.

## Patrimoine et lieux d'intérêt
- no  21 : maison (deuxième moitié du XIXe siècle)[4].
- no  27 : maison toulousaine (deuxième moitié du XIXe siècle)[5].
- no  29 : maison toulousaine (deuxième moitié du XIXe siècle)[6].
- no  36 : maison toulousaine (deuxième moitié du XIXe siècle)[7].
- no  43 : maison toulousaine (deuxième moitié du XIXe siècle)[8].